# 天山麻蜥
天山麻蜥（学名：Eremias stummeri），一种分布于吉尔吉斯斯坦、哈萨克斯坦和中国新疆等地区的爬行动物，隶属于有鳞目蜥蜴科（正蜥科）麻蜥属。
本种是由奥地利学者奥托·冯·韦特施泰因于1940年描述命名，天山麻蜥为麻蜥属卵胎生类群密点麻蜥复合体（E. multiocellata complex）的重要成员，栖息于天山中段、海拔超过1600米的荒漠生境。

## 保护
本种于2023年被收录入《有重要生态、科学、社会价值的陆生野生动物名录》。